# Lijst van Tsjechische ministers van Verkeer
Dit is een lijst van ministers van Verkeer van de Tsjechische Republiek.
| Naam              | Begin termijn    | Einde termijn    | Partij                             |
| ----------------- | ---------------- | ---------------- | ---------------------------------- |
| Jan Stráský       | 1 januari 1993   | 10 oktober 1995  | ODS                                |
| Vladimír Budinský | 11 oktober 1995  | 4 juli 1996      | ODS                                |
| Martin Říman      | 4 juli 1996      | 2 januari 1998   | ODS                                |
| Petr Moos         | 2 januari 1998   | 22 juli 1998     | onafhankelijk                      |
| Antonín Peltrám   | 22 juli 1998     | 26 april 2000    | ČSSD                               |
| Jaromír Schling   | 26 april 2000    | 15 juli 2002     | ČSSD                               |
| Milan Šimonovský  | 15 juli 2002     | 4 september 2006 | KDU-ČSL                            |
| Aleš Řebíček      | 4 september 2006 | 23 januari 2009  | ODS                                |
| Petr Bendl        | 23 januari 2009  | 8 mei 2009       | ODS                                |
| Gustav Slamečka   | 8 mei 2009       | 13 juli 2010     | partijloos voor ODS                |
| Vít Bárta         | 13 juli 2010     | 21 april 2011    | VV                                 |
| Radek Šmerda      | 21 april 2011    | 1 juli 2011      | onafhankelijk                      |
| Pavel Dobeš       | 1 juli 2011      | 3 december 2012  | VV / LIDEM                         |
| Zbyněk Stanjura   | 12 december 2012 | 10 juli 2013     | ODS                                |
| Zdeněk Žák        | 10 juli 2013     | 29 januari 2014  | onafhankelijk                      |
| Antonín Prachař   | 29 januari 2014  | 13 november 2014 | ANO 2011                           |
| Dan Ťok           | 4 december 2014  | 30 april 2019    | partijloos voor ANO 2011           |
| Vladimír Kremlík  | 30 april 2019    | 23 januari 2020  | partijloos voor ANO 2011           |
| Karel Havlíček    | 24 januari 2020  | 17 december 2021 | partijloos voor ANO 2011, ANO 2011 |
| Martin Kupka      | 17 december 2021 |                  | ODS                                |

Minister-president · Arbeid en Sociale Zaken · Binnenlandse Zaken · Buitenlandse Zaken · Cultuur · Defensie · Financiën · Industrie en Handel · Justitie · Landbouw · Milieu · Onderwijs, Jeugd en Lichamelijke Opvoeding · Regionale Ontwikkeling · Verkeer · Volksgezondheid · zonder portefeuille

Voormalige ministeries: 

Informatica